# Anepsiini
Anepsiini è una tribù di ragni appartenente alla famiglia Araneidae.

## Etimologia
Il nome deriva dal greco ἀνεψιός, anepsiòs, cioè congiunto, parente; in aggiunta il suffisso -ini che designa l'appartenenza ad una tribù.

## Tassonomia
Al 2011 si compone di tre generi:
- Anepsion Strand, 1929
- Paraplectanoides Keyserling, 1886
- Thorellina Berg, 1899